# Налбандян, Давид
Дави́д Пабло Налбандя́н (исп. David Pablo Nalbandian, [daˈβið ˈpaβlo nalβanˈdjan]; род. 1 января 1982 в Ункильо, Аргентина) — аргентинский теннисист армяно-итальянского происхождения; финалист одного турнира Большого шлема в мужском одиночном разряде (Уимблдон-2002); победитель одного Итогового турнира ATP (2005) в одиночном разряде; победитель 11 турниров ATP в одиночном разряде; экс-третья ракетка мира в одиночном разряде; трёхкратный финалист Кубка Дэвиса (2006, 2008 и 2011) в составе национальной сборной Аргентины.

## Общая информация
Начал играть в теннис в 5 лет. Его отец Норберто умер, мать Альда домохозяйка. Имеет двух братьев Хавьера и Дарио, которые работают теннисными тренерами.
Его дед армянин построил цементный корт на заднем дворе своего дома, именно на нём Давид начал играть в теннис со своими старшими братьями.
Из увлечений кроме тенниса выделяет рыбалку и игру в футбол. Поклонник команды «Ривер Плейт».

## Спортивная карьера

### Начало карьеры
Играл за Аргентину в молодёжных командных турнирах в возрастных группах 14, 16 и 18 лет. В 1996 году стал победителем юношеского командного чемпионата мира в составе сборной Аргентины. В юниорской карьере ему удалось несколько достижений:
- Победитель юниорского Открытого чемпионата США 1998 (победил Роджера Федерера) в одиночном разряде.
- Финалист юниорского Ролан Гаррос 1999 (проиграл Гильермо Кориа) в одиночном разряде.
- Победитель юниорского Уимблдона 1999 в парном разряде (с Гильермо Кориа).

Максимального юниорского рейтинга достиг в декабре 1998 года (3-е место в одиночном и 5-е в парном разряде). В 1999 году выиграл первый турнир из серии «фьючерс». В марте 2000 года дебютирует на турнире ATP. Происходит это на турнире серии Мастерс в Майами, куда он попал пройдя квалификацию. В первом своем матче на таком уровне Налбандян проигрывает известному теннисисту Джиму Курье 3-6, 6-3, 5-7.
В начале февраля 2001 года выходит в первый четвертьфинал турнира ATP в Боготе, а затем того же результата добивается в Винья-дель-Маре. В марте 2001 года в Салинасе Давид выигрывает первый турнир серии «челленджер». После выхода в полуфинал в июле 2001 года на турнире в Умаг впервые в рейтинге поднимается в первую сотню. В том же месяце Налбандян вышел в полуфинал в Сопоте. В августе состоялся дебют в основных соревнованиях на турнирах из серии Большого шлема Открытом чемпионате США. С ходу ему удалось дойти до третьего раунда. В конце сентября на грунтовом турнире в Палермо ему впервые удается выйти в финал соревнований ATP-тура. В конце сезона выиграл «челленджер» в Монтевидео и завершил сезон 2001 года на 47-м месте (по итогам 2000 года он был 245-м в мире).

### 2002 (финал Уимблдона)
Сезон 2002 года начал с четвертьфинала в Окленде. В феврале выходит в четвертьфинал в Буэнос-Айресе. В апреле Налбандян выигрывает свой первый титул ATP. Происходит это на грунтовом турнире в Эшториле. В матче второго раунда того турнира он первый раз выиграл у игрока из Топ-10 (№ 3 Хуана Карлоса Ферреро 4-6, 6-4, 7-6(4)). В финале он обыграл финского теннисиста Яркко Ниеминена 6-4, 7-6(5).
В 2002 году в возрасте 20 лет Давид стал финалистом Уимблдонского турнира, на котором он выступал в основных соревнованиях впервые. До финала ему досталась очень хорошая сетка (ни одного соперника из Топ-25). В финале Налбандян проиграл первой ракетке мира австралийцу Ллейтону Хьюитту.
| Стадия  | Соперник (посев)      | Рейтинг | Счёт                       | Время матча |
| 1 раунд | Давид Санчес          | 62      | 6-4, 6-3, 4-6, 7-5         | 2:20        |
| 2 раунд | Поль-Анри Матьё       | 75      | 7-6(3), 7-6(7), 6-3        | 2:33        |
| 3 раунд | Жорж Бастль           | 145     | 6-2, 6-2, 6-2              | 1:37        |
| 4 раунд | Уэйн Артурс           | 89      | 6-4, 7-6(4), 2-6, 7-6(7)   | 2:44        |
| 1/4     | Николас Лапентти (22) | 27      | 6-4, 6-4, 4-6, 4-6, 6-4    | 3:43        |
| 1/2     | Ксавье Малисс (27)    | 35      | 7-6(2), 6-4, 1-6, 2-6, 6-2 | 3:18        |
| Финал   | Ллейтон Хьюитт (1)    | 1       | 1-6, 3-6, 2-6              | 1:56        |

Благодаря этому достижению Налбандян поднялся на 15-е место в рейтинге и был объявлен «спортсменом года» на своей родине. В начале августа 2002 года на Мастерсе в Торонто выходит в чтвертьфинал, обыграв № 4 в мире на тот момент Тима Хенмена 4-6, 7-6(7), 7-5. Ещё раз победить Хенмена Налбандяну удается в четвертьфинале турнира в Базеле в октябре. Затем на этом турнире он обыгрывает Роджера Федерера и в финале Фернандо Гонсалеса, завоевав свой второй титул на турнирах ATP.

### 2003—2004 (прогресс и путь в элиту)
На Открытом чемпионате Австралии 2003 года в матче четвёртого раунда он обыграл № 6 в мире на тот момент швейцарца Роджера Федерера 6-4, 3-6, 6-1, 1-6, 6-3. В четвертьфинале он уступает финалисту того турнира Райнеру Шуттлеру 3-6, 7-5, 1-6, 0-6. Выступление в Австралии позволяет Налбандяну войти в Топ-10 мирового рейтинга. В четвертьфинал Налбандян выходит на турнирах в Буэнос-Айресе и Скоттсдейле. В мае аргентинец выходит в полуфинал турнира Мастерс в Гамбурге. На Уимблдонском турнире, где в прошлом году он попал в финал, на этот раз Давид смог дойти до четвёртого раунда, где единственный раз в карьере проиграл Тиму Хенману 2-6, 7-6(4), 5-7, 3-6.
Хорошую форму Налбандян набирает во второй части сезона. В августе он выходит в финал Мастерса в Монреале, где по пути в финал он обыгрывает Тима Хенмена и Райнера Шуттлера, но в решающем матче за титул он проиграл Энди Роддику 1-6, 3-6. На Мастерсе в Цинциннати он выходит в четвертьфинал, обыграв во втором раунде Роджера Федерера (№ 2 на тот момент) 7-6(4), 7-6(5). На Открытом чемпионате США Налбандян обыгрывает обоих финалистов Уимблдона этого года, Марка Филиппуссиса и Федерера 3-6, 7-6(1), 6-4, 6-3. Эта победа стала пятой из пяти, одержанной над швейцарцем, в их личных встречах. В итоге на том турнире Налбандян дошёл до полуфинала, где вел 2-0 по сетам у своего обидчика по финалу Монреаля Энди Роддика и в третьем сете имел матчбол, но не реализовал его, и в итоге проиграл Роддику 7-6(4), 6-3, 6-7(7), 1-6, 3-6, который выиграл в итоге свой единственный турнир Большого шлема. В октябре он берет реванш у американца, обыграв его в полуфинале турнира в Базеле 7-5, 7-5. Но защитить титул Давиду не удалось, так как на финал против соотечественника Гильермо Кориа аргентинец не вышел из-за травмы. В конце сезона впервые принял участие в Итоговом турнире ATP. Но там он впервые в карьере проиграл Федереру, а потом проиграл и Агасси (именно Федерер с Агасси и пробились в финал турнира) и выиграв только одну игру (у Ферреро), Налбандян заканчивает выступления на турнире, не выйдя из группы. Сезон он закончил 8-м.
Стартует в 2004 году с Открытого чемпионата Австралии, где выходит в четвертьфинал. Там его обыгрывает ранее удобный Роджер Федерер 5-7, 4-6, 7-5, 3-6, который выиграл тот турнир и на долгие годы стал первой ракеткой мира. В апреле Налбандян вышел в четвертьфинал на Мастерсе в Монте-Карло и турнире в Барселоне. В мае Налбандян смог выйти в финал Мастерса в Риме, где проиграл Карлосу Мойе 3-6, 3-6, 1-6.
На Открытом чемпионате Франции Налбандяну удается выйти в полуфинал, по пути к которому он обыграл Марата Сафина, а в четвертьфинале он расправился с выбившим Роджера Федерера Густаво Куэртеном, трёхкратным чемпионом «Ролан Гаррос». Но в полуфинале Налбандян сыграл неуверенно и  проиграл своему соотечественнику Гастону Гаудио 3-6, 6-7(5), 0-6, который и выиграл турнир. Уимблдонский турнир 2004 года Налбандян пропустил. В сентябре выходит в четвертьфинал в Пекине, а в октябре в Вене. В том же месяце он выходит в финал Мастерса в Мадриде, где уступает Марату Сафину 2-6, 4-6, 3-6. Также в финал он выходит в Базеле, третий год подряд, но проигрывает Иржи Новаку - 7-5, 3-6, 4-6, 6-1, 2-6. В итоге он останавливается в шаге от участия в Итоговом турнире, заняв в рейтинге 9-е место.

### 2005 (победа на Итоговом турнире)
В январе 2005 года третий год подряд выходит в четвертьфинал Открытого чемпионата Австралии. В четвёртом раунде он выигрывает соотечественника Гильермо Корию 5-7, 7-5, 6-3, 6-0. В четвертьфинале в напряженном матче уступает Ллейтону Хьюитту 3-6, 2-6, 6-1, 6-3, 8-10. Их матч продолжался 4 часа 5 минут. В мае на турнире в Мюнхене Налбандян смог выиграть свой третий титул в карьере ATP. На Открытом чемпионате Франции в четвёртом раунде уступает Виктору Ханеску. На Уимблдонском турнире Налбандян вышел в четвертьфинал, где проиграл Томасу Юханссону 6-7(5), 2-6, 2-6. Такого же результата в 2005 году он добивается на Открытом чемпионате США. Проиграл Давид победителю турнира и № 1 в рейтинге Роджеру Федереру 2-6, 4-6, 1-6. В Пекине и Вене Налбандян как и год назад вышел в четвертьфинал. На Мастерсе в Мадриде вышел в полуфинал, где, как и в прошлом году, играл с Иваном Любичичем, и на этот раз Налбандян уступил в трех сетах. Также полуфинала достигает в удачном для себя Базеле, где проиграл Маркосу Багдатису (киприот на тот момент ещё был практически неизвестным теннисистом).

Главным достижением в карьере Налбандяна является выступление на Итоговом турнире года в Шанхае-2005, куда он попал сравнительно случайно из-за отказов других теннисистов, стоящих выше него рейтингом. Что касается Давида, то он, уступив в стартовом матче группового этапа Федереру (участие Роджера в том итоговом турнире изначально тоже было под большим вопросом – он пропустил полтора месяца из-за травмы, но успел восстановиться), затем обыграл Гильермо Корию и Ивана Любичича, выйдя в полуфинал со второго места. Там Налбандян расправился с Николаем Давыденко, а в финале прервал серию из четырёх поражений от Федерера. В очень упорном, длившемся почти 5 часов матче Налбандяну удалось выиграть у Федерера со счётом 6-7(4), 6-7(11), 6-2, 6-1, 7-6(3). В пятом сете Давид вёл 4-0 и 30-0 на своей подаче, но упустил инициативу. Федерер повёл 6-5, подавал на матч и имел 30-0, но аргентинец выиграл 4 мяча подряд, а затем и тай-брейк. Он стал вторым аргентинцем в истории, который выиграл итоговый турнир года (после Гильермо Виласа в 1974 году). После этой победы Налбандян впервые переместился на третью строчку рейтинга.
| Стадия | Соперник (посев)  | Рейтинг | Счёт                              | Время матча |
| Группа | Роджер Федерер    | 1       | 3-6, 6-2, 4-6                     | 1 ч 49 мин  |
| Группа | Гильермо Кориа    | 6       | 7-5, 6-4                          | 1 ч 47 мин  |
| Группа | Иван Любичич      | 8       | 6-2, 6-2                          | 1 ч 8 мин   |
| 1/2    | Николай Давыденко | 7       | 6-0, 7-5                          | 1 ч 26 мин  |
| Финал  | Роджер Федерер    | 1       | 6-7(4), 6-7(11), 6-2, 6-1, 7-6(3) | 4 ч 33 мин  |

### 2006—2007 (№ 3 в мире и победы над топ3)
После трёх подряд четвертьфиналов на Открытом чемпионате Австралии в 2006 году Налбандяну наконец-то удалось пройти в полуфинал. В полуфинале он считался фаворитом в матче с киприотом Маркосом Багдатисом, и аргентинец выиграл первые два сета, но в итоге уступает 6-3, 7-5, 3-6, 4-6, 4-6. Благодаря этому полуфиналу он стал вторым из действующих на тот момент теннисистов (после Федерера), кому удалось за карьеру дойти до полуфинала на всех турнирах Большого шлема. На Мастерсе в Майами Налбандян также вышел в полуфинал, проиграв там Ивану Любичичу. В апреле он во второй раз выигрывает титул на турнире в Эшториле. В финале он обыграл Николая Давыденко 6-3, 6-4. На Мастерсе в Риме ему удается выйти в полуфинал, где он уступил Роджеру Федереру. На Открытом чемпионате Франции 2006 года ему также удалось выйти в полуфинал. В четвертьфинале он выиграл Николая Давыденко 6-3, 6-3, 2-6, 6-4. В полуфинале против Роджера Федерера Давид при счете 6-3, 4-6, 2-5 не смог закончить матч из-за травмы живота.
На Уимблдонском турнире проигрывает уже в третьем раунде Фернандо Вердаско 6-7(9), 6-7(9), 2-6. На Открытом чемпионате США во втором раунде его соперником стал Марат Сафин, которому Давид проиграл 3-6, 5-7, 6-2, 6-3, 6-7(6). В октябре аргентинец выходит в четвертьфинал в Вене и Базеле. На Мастерсе в Мадриде добирается до полуфинала. На Итоговом турнире, в котором Налбандян принял участие в качестве 7-го номера, несмотря на два поражения в группе при одной победе, он вышел в полуфинал по дополнительным показателям. В полуфинале он проиграл Джеймсу Блейку. Это выступление стало последним на итоговых турнирах в карьере Налбандяна. В самом конце сезона сыграл в финале Кубка Дэвиса в составе Сборной Аргентины. В своих двух матчах финального поединка против Сборной России Налбандян одерживает две победы, где победил Марата Сафина и Николая Давыденко, но несмотря на это, его команда проиграла 2-3.
На Открытом чемпионате Австралии 2007 года Налбандян проигрывает в четвёртом раунде Томми Хаасу 6-4, 3-6, 2-6, 3-6. В апреле выходит в четвертьфинал в Барселоне. На Открытом чемпионате Франции проигрывает в четвёртом раунде Николаю Давыденко 3-6, 6-7(1), 6-3, 6-7(2). На Уимблдоне проиграл уже в третьем раунде Маркосу Багдатису 2-6, 5-7, 0-6. На Открытом чемпионате США он тоже уступает в третьем раунде Давиду Ферреру 3-6, 6-3, 6-4, 6-7(5), 5-7. В целом неудачный 2007 год, когда по ходу сезона Давид откатился в рейтинге в третий десяток, Налбандян сумел закончить на более чем мажорной ноте. Осенью, в Мадриде, где Налбандян три года назад уже играл в финале, он обыграл Томаша Бердыха, совсем юного Хуана Мартина дель Потро, а затем всю первую тройку рейтинг-листа – Рафаэля Надаля, Новака Джоковича и Роджера Федерера. После этого в первом круге Базеля Давида легко победил Станислас Вавринка, а в Париже он вновь оказался на высоте. Он одолел Николаса Альмагро, Карлоса Мойю, в третьем раунде снова одолел Роджера Федерера, потом были обыграны Давид Феррер, Ришар Гаске и, наконец, опять Рафаэль Надаль. Если в Мадриде Рафаэль взял три гейма, то здесь – четыре; зато во втором сете испанец получил „баранку“. Для того, чтобы попасть на итоговый чемпионат года, этих результатов всё равно немного не хватило.

### 2008—2010 (спад после успехов)
В феврале 2008 года выиграл первый титул на родине в Буэнос-Айресе. В финале его соперником был Хосе Акасусо, которого Налбандян обыграл в трёх сетах 3-6, 7-6(5), 6-4. Затем он выходит во второй финал подряд. На этот раз на турнире в Акапулько в решающем матче он уступает Николасу Альмагро 1-6, 6-7(1). В марте попадает в четвертьфинал на Мастерсе в Индиан-Уэллсе. В грунтовой части сезона высшим результатом в 2008 году стал выход в четвертьфинал Мастерса в Монте-Карло.
В июне на травяном турнире в Лондоне доходит до полуфинала. В августе принял участие в Олимпиаде в Пекине, которая стала для Давида первой. Посеянный под седьмым номером в одиночных соревнованиях Налбандян выбыл в третьем раунде, проиграв французу Гаэлю Монфису 4-6, 4-6. В парных соревнованиях вместе с Гильермо Каньясом выбыл уже в перовом раунде. На Открытом чемпионате США выбыл в третьем раунде, также как и на Олимпиаде, проиграв Монфису.
В октябре выигрывает титул победителя на турнире в Стокгольме (в финале выиграл у Робина Сёдерлинга 6-2, 5-7, 6-3). В конце сезона Налбандян дважды выходит в финал. Сначала на турнире в Базеле, где в решающем матче проигрывает Федереру 3-6, 4-6. Затем в финал он выходит на Мастерсе в Париже, где он в прошлом году праздновал победу. По пути к финалу он переиграл трёх теннисистов из Топ-10 (№ 9 Хуана Мартина дель Потро, № 4 Энди Маррея и № 6 Николая Давыденко). В борьбе за титул Налбандян уступает Жо-Вильфриду Тсонга 3-6, 6-4, 4-6. В конце сезона принял участие в финале Кубка Дэвиса против Сборной Испании. Свой стартовый матч против Давида Феррера Налбандян выиграл 6-3, 6-2, 6-3, но его партнеры не поддержали успех и проиграл свои матчи и в итоге Аргентина уступила этот финал. В рейтинге Налбандян завершает сезон на 9-м месте.
Удачно аргентинец начинает 2009 год с победы на турнире в Сиднее. Этот титул стал для него 10-м в карьере. На Австралийском чемпионате однако он оступается во втором раунде, уступив Лу Яньсюню 4-6, 7-5, 6-4, 4-6, 2-6. В феврале выходит в полуфинал на турнире в Буэнос-Айресе. В апреле вышел в четвертьфинал в Барселоне. В мае объявил, что ему придется сделать операцию на травмированном бедре из-за чего он пропустит Открытй чемпиона Франции и Уимблдонский турнир. Затем восстановление затянулось и он уже объявил, что вернется на корт только в 2010 году.
Планировал Налбандян выступить на Открытом чемпионате Австралии 2010 года. Но на тренировке перед турниром в Окленде получил травму брюшной мышцы и был вынужден отложить возвращение на корт. В итоге возвращение на корт произошло в феврале на турнире в Буэнос-Айресе, где он смог выйти в четвертьфинал. Следующий раз в четвертьфинал он попадает на турнире серии Мастерс в Монте-Карло в апреле. Травмы продолжали преследовать Давида и из-за травмы ноги снялся с турнира в Риме. В итоге он пропустил Открытый чемпионат Франции и Уимблдонский турнир.
Вернулся на корт в июле 2010 года в матче Кубка Дэвиса. Сборная Аргентина играла четвертьфинал против России, а Давид Налбандян помог обыграть её, выиграв два своих матча. На первом одиночном турнире после возвращения в Вашингтоне ему удается сразу одержать победу. В финале был обыгран киприот Маркос Багдатис 6-2, 7-6(4). Налбандян, благодаря этому, смог вернуться в первую сотню. На Мастерсе в Торонто выходит в четвертьфинал. На Открытом чемпионате США проигрывает в третьем раунде № 8 Фернандо Вердаско 2-6, 6-3, 3-6, 2-6. До конца сезона он лишь раз вышел в четвертьфинал в Базеле и завершил сезон на 27-м месте.

### 2011—2013 (завершение карьеры)
В начале сезона 2011 года выходит в финал турнира в Окленде, где проигрывает Давиду Ферреру 3-6, 2-6. На Открытом чемпионате Австралии выбывает на стадии второго раунда, отказавшись от борьбы при счете 1-6, 0-6, 0-2 в пользу № 95 в мире Ричардаса Беранкиса. В феврале выходит в четвертьфинал в Буэнос-Айресе. Из-за очередной травмы Налбандян пропускает грунтовую часть сезона и возвращается на корт в июне. На Уимблдонском турнире в матче третьего раунда его соперником стал Роджер Федерер, которому аргентинец проигрывает 4-6, 2-6, 4-6. На Открытом чемпионате США в третьем раунде его соперником стал Рафаэль Надаль, ему он проиграл 6-7(5), 1-6, 5-7. На турнире в Токио в октябре выходит в четвертьфинал, проиграв там Энди Маррею. В том же месяце вышел в четвертьфинал в Стокгольме.
В 2012 году начал официальные выступления с Австралийского чемпионата, где во втором раунде проиграл Джону Изнеру 6-4, 3-6, 6-2, 6-7(5), 8-10. Их встреча продолжалась 4 часа 41 минуту. В феврале вышел в четвертьфинал в Сан-Паулу и полуфинал в Буэнос-Айресе. В марте попадает в четвертьфинал на Мастерсе в Индиан-Уэллсе. В апреле дошёл до полуфинала на турнире в Белграде.
В июне ему удается дойти до финала на травяном турнире в Лондоне. Финальный матч против Марина Чилича закончился скандалом. При счете 7-6(3), 3-4 Давид был дисквалифицирован за то, что нанес травму судье на линии. Произошло этого после того как Налбандян от досады пнул ногой рекламный щит за которым как раз сидел судья. Позже Налбандян сожалел об этом поступке, назвав его ошибкой с его стороны. На Уимблдонском турнире он проиграл в первом же раунде № 8 Янко Типсаревичу 4-6, 6-7(4), 2-6. С ним же он столкнулся в первом раунде теннисного турнира летних Олимпийских играх 2012 года в Лондоне и вновь проиграл 3-6, 4-6. За день до старта выступлений на Открытом чемпионате США Налбандян снялся с турнира из-за травмы. После этого он не выступал в сезоне.
Очередное возвращение состоялось в феврале 2013 года на турнире в Сан-Паулу, где Налбандян доходит до финала. В нём он проиграл другому игроку, который недавно вернулся на корт Рафаэлю Надалю 2-6, 3-6. Сыграв до марта ещё на пяти турнирах, где не преодолевал стадию второго раунда Налбандян вновь прекращает выступления из-за очередной травмы. В октябре 2013 года стало известно, что Налбандян решил завершить карьеру. Причиной стало то, что он не смог восстановиться от травмы плеча. Так что было анонсировано, что официально аргентинец попрощается с публикой в ноябре, сыграв выставочный матч с Рафаэлем Надалем.

## Рейтинг на конец года
| Год  | Одиночный рейтинг | Парный рейтинг |
| 2013 | 229               | 443            |
| 2012 | 82                | 439            |
| 2011 | 64                | 539            |
| 2010 | 27                | 697            |
| 2009 | 64                | 275            |
| 2008 | 11                | 140            |
| 2007 | 9                 | 248            |
| 2006 | 8                 | 361            |
| 2005 | 6                 | 315            |
| 2004 | 9                 | 1440           |
| 2003 | 8                 | 120            |
| 2002 | 12                | 184            |
| 2001 | 47                | 447            |
| 2000 | 245               | 605            |
| 1999 | 532               | 381            |
| 1998 | 1324              | 1127           |
| 1997 |                   | 1313           |

По данным официального сайта ATP на последнюю неделю года.

## Выступления на турнирах

### Финалы турниров Большого Шлема в одиночном разряде (1)

#### Поражения (1)
| №  | Год  | Турнир              | Покрытие | Соперник       | Счёт        |
| 1. | 2002 | Уимблдонский турнир | Трава    | Ллейтон Хьюитт | 1-6 3-6 2-6 |

### Финалы итогового турнира ATP в одиночном разряде (1)

#### Победы (1)
| №  | Год  | Турнир        | Покрытие | Соперник в финале | Счет                          |
| 1. | 2005 | Шанхай, Китай | Ковёр(i) | Роджер Федерер    | 6-7(4) 6-7(11) 6-2 6-1 7-6(3) |

### Финалы турнировATPв одиночном разряде (24)

#### Победы (11)
| Легенда                              |
| ------------------------------------ |
| Турниры Большого шлема (0*)          |
| Кубок Мастерс / финал АТР-тура (1)   |
| ATP Мастерс / ATP Мастерс 1000 (2)   |
| АТР International Gold / АТР 500 (1) |
| АТР International / АТР 250 (7)      |

| Титулы по покрытиям | Титулы по месту проведения матчей турнира |
| ------------------- | ----------------------------------------- |
| Хард (5*)           | Зал (5)                                   |
| Грунт (4)           | Зал (5)                                   |
| Трава (0)           | Открытый воздух (6)                       |
| Ковёр (2)           | Открытый воздух (6)                       |

* количество побед в одиночном разряде.
| №   | Дата            | Турнир                  | Покрытие | Соперник в финале | Счёт в финале                 |
| 1.  | 15 апреля 2002  | Оэйраш, Португалия      | Грунт    | Яркко Ниеминен    | 6-4 7-6(5)                    |
| 2.  | 3 ноября 2002   | Базель, Швейцария       | Ковёр(i) | Фернандо Гонсалес | 6-4 6-3 6-2                   |
| 3.  | 1 мая 2005      | Мюнхен, Германия        | Грунт    | Андрей Павел      | 6-4 6-1                       |
| 4.  | 20 ноября 2005  | Итоговый турнир         | Хард(i)  | Роджер Федерер    | 6-7(4) 6-7(11) 6-2 6-1 7-6(3) |
| 5.  | 7 мая 2006      | Оэйраш, Португалия (2)  | Грунт    | Николай Давыденко | 6-3 6-4                       |
| 6.  | 21 октября 2007 | Мадрид, Испания         | Хард(i)  | Роджер Федерер    | 1-6 6-3 6-3                   |
| 7.  | 4 ноября 2007   | Париж, Франция          | Ковёр(i) | Рафаэль Надаль    | 6-4 6-0                       |
| 8.  | 24 февраля 2008 | Буэнос-Айрес, Аргентина | Грунт    | Хосе Акасусо      | 3-6 7-6(5) 6-4                |
| 9.  | 12 октября 2008 | Стокгольм, Швеция       | Хард(i)  | Робин Сёдерлинг   | 6-2 5-7 6-3                   |
| 10. | 17 января 2009  | Сидней, Австралия       | Хард     | Яркко Ниеминиен   | 6-3 6-7(9) 6-2                |
| 11. | 9 августа 2010  | Вашингтон, США          | Хард     | Маркос Багдатис   | 6-2 7-6(4)                    |

#### Поражения (13)
| №   | Дата            | Турнир                 | Покрытие | Соперник в финале  | Счёт в финале                |
| 1.  | 1 октября 2001  | Палермо, Италия        | Грунт    | Феликс Мантилья    | 6-7(2) 4-6                   |
| 2.  | 8 июля 2002     | Уимблдон               | Трава    | Ллейтон Хьюитт     | 1-6 3-6 2-6                  |
| 3.  | 11 августа 2003 | Монреаль, Канада       | Хард     | Энди Роддик        | 1-6 3-6                      |
| 4.  | 27 октября 2003 | Базель, Швейцария      | Ковёр(i) | Гильермо Кориа     | отказ                        |
| 5.  | 9 мая 2004      | Рим, Италия            | Грунт    | Карлос Мойя        | 3-6 3-6 1-6                  |
| 6.  | 24 октября 2004 | Мадрид, Испания        | Хард(i)  | Марат Сафин        | 2-6 4-6 3-6                  |
| 7.  | 25 октября 2004 | Базель, Швейцария (2)  | Ковер(i) | Иржи Новак         | 7-5 3-6 4-6 6-1 2-6          |
| 8.  | 1 марта 2008    | Акапулько, Мексика     | Грунт    | Николас Альмагро   | 1-6 6-7(1)                   |
| 9.  | 26 октября 2008 | Базель, Швейцария (3)  | Хард(i)  | Роджер Федерер     | 3-6 4-6                      |
| 10. | 2 ноября 2008   | Париж, Франция         | Хард(i)  | Жо-Вильфрид Тсонга | 3-6 6-4 4-6                  |
| 11. | 15 января 2011  | Окленд, Новая Зеландия | Хард     | Давид Феррер       | 3-6 2-6                      |
| 12. | 17 июня 2012    | Лондон, Великобритания | Трава    | Марин Чилич        | 7-6(3) 3-4 — дисквалификация |
| 13. | 17 февраля 2013 | Сан-Паулу, Бразилия    | Грунт(i) | Рафаэль Надаль     | 2-6 3-6                      |

### Финалы турниров ATP в парном разряде (1)

#### Поражение (1)
| №  | Дата            | Турнир                  | Покрытие | Партнёр           | Соперники в финале           | Счёт в финале |
| 1. | 17 февраля 2003 | Буэнос-Айрес, Аргентина | Грунт    | Лукас Арнольд Кер | Мариано Худ Себастьян Прието | 2-6 2-6       |

### Финалы командных турниров (2)

#### Поражения (2)
| №  | Год  | Турнир           | Команда                                                          | Соперник в финале                          | Счёт |
| 1. | 2006 | Кубок Дэвиса     | Аргентина Х. Акасусо, А. Кальери, Д. Налбандян, Х. И. Чела       | Россия Н. Давыденко, М. Сафин, Д. Турсунов | 2-3  |
| 2. | 2008 | Кубок Дэвиса (2) | Аргентина Х. Акасусо, Х. М. Дель Потро, А. Кальери, Д. Налбандян | Испания Ф. Вердаско, Ф. Лопес, Д. Феррер   | 1-3  |

## История выступлений на турнирах
| Турнир                       | 2000          | 2001          | 2002          | 2003          | 2004          | 2005          | 2006          | 2007          | 2008          | 2009                    | 2010                    | 2011                    | 2012                    | 2013                    | Итог   | В/П за карьеру |
| ---------------------------- | ------------- | ------------- | ------------- | ------------- | ------------- | ------------- | ------------- | ------------- | ------------- | ----------------------- | ----------------------- | ----------------------- | ----------------------- | ----------------------- | ------ | -------------- |
| Турниры Большого шлема       |               |               |               |               |               |               |               |               |               |                         |                         |                         |                         |                         |        |                |
| Открытый чемпионат Австралии | -             | -             | 2P            | 1/4           | 1/4           | 1/4           | 1/2           | 4P            | 3Р            | 2Р                      | -                       | 2Р                      | 2Р                      | -                       | 0 / 10 | 26-10          |
| Открытый чемпионат Франции   | -             | К             | 3P            | 2P            | 1/2           | 4Р            | 1/2           | 4Р            | 2Р            | -                       | -                       | -                       | 1P                      | -                       | 0 / 8  | 20-8           |
| Уимблдонский турнир          | -             | -             | Ф             | 4P            | -             | 1/4           | 3P            | 3P            | 1P            | -                       | -                       | 3P                      | 1P                      | -                       | 0 / 8  | 19-8           |
| Открытый чемпионат США       | -             | 3P            | 1P            | 1/2           | 2P            | 1/4           | 2P            | 3P            | 3P            | -                       | 3P                      | 3P                      | -                       | -                       | 0 / 10 | 21-10          |
| Итог                         | 0 / 0         | 0 / 1         | 0 / 4         | 0 / 4         | 0 / 3         | 0 / 4         | 0 / 4         | 0 / 4         | 0 / 4         | 0 / 1                   | 0 / 1                   | 0 / 3                   | 0 / 3                   | 0 / 0                   | 0 / 36 |                |
| В/П в сезоне                 | 0-0           | 2-1           | 9-4           | 13-4          | 10-3          | 15-4          | 13-4          | 10-4          | 5-4           | 1-1                     | 2-1                     | 5-3                     | 1-3                     | 0-0                     |        | 86-36          |
| Итоговые турниры             |               |               |               |               |               |               |               |               |               |                         |                         |                         |                         |                         |        |                |
| Финал мирового тура ATP      | -             | -             | -             | Группа        | -             | П             | 1/2           | -             | -             | -                       | -                       | -                       | -                       | -                       | 1 / 3  | 6-6            |
| Олимпийские игры             |               |               |               |               |               |               |               |               |               |                         |                         |                         |                         |                         |        |                |
| Олимпиада                    | -             | Не проводился | Не проводился | Не проводился | -             | Не проводился | Не проводился | Не проводился | 3P            | Не проводился           | Не проводился           | Не проводился           | 1P                      | НП                      | 0 / 2  | 2-2            |
| Турниры Мастерс              |               |               |               |               |               |               |               |               |               |                         |                         |                         |                         |                         |        |                |
| Индиан-Уэллc                 | -             | -             | 2Р            | 1Р            | -             | 4Р            | 4Р            | 4Р            | 1/4           | 4Р                      | 2Р                      | -                       | 1/4                     | 2Р                      | 0 / 10 | 18-10          |
| Майами                       | 1Р            | 1Р            | 1Р            | 3Р            | -             | 3Р            | 1/2           | 3Р            | 2Р            | 2Р                      | 3Р                      | -                       | 2Р                      | 1Р                      | 0 / 12 | 10-12          |
| Монте-Карло                  | -             | -             | 3Р            | 2Р            | 1/4           | -             | 3Р            | 2Р            | 1/4           | 3Р                      | 1/4                     | -                       | -                       | -                       | 0 / 8  | 16-8           |
| Мадрид                       | -             | -             | 3Р            | -             | Ф             | 1/2           | 1/2           | П             | 3Р            | -                       | -                       | -                       | 1Р                      | -                       | 1 / 7  | 19-6           |
| Рим                          | -             | -             | 2Р            | 1Р            | Ф             | 1Р            | 1/2           | -             | 2Р            | -                       | -                       | -                       | 2Р                      | -                       | 0 / 7  | 11-7           |
| Торонто/Монреаль             | -             | -             | 1/4           | Ф             | 1Р            | 2Р            | 1Р            | 3Р            | -             | -                       | 1/4                     | 1Р                      | 1Р                      | -                       | 0 / 9  | 14-9           |
| Цинциннати                   | -             | -             | 1Р            | 1/4           | -             | 2Р            | 2Р            | 1Р            | -             | -                       | 3Р                      | 2Р                      | 1Р                      | -                       | 0 / 8  | 8-8            |
| Шанхай                       | Не проводился | Не проводился | Не проводился | Не проводился | Не проводился | Не проводился | Не проводился | Не проводился | Не проводился | -                       | -                       | 2Р                      | -                       | -                       | 0 / 1  | 1-1            |
| Париж                        | -             | -             | 2Р            | -             | -             | 2Р            | -             | П             | Ф             | -                       | 2Р                      | -                       | -                       | -                       | 1 / 5  | 12-4           |
| Гамбург                      | -             | -             | 1Р            | 1/2           | 1Р            | 1Р            | -             | -             | -             | Не турнир серии Мастерс | Не турнир серии Мастерс | Не турнир серии Мастерс | Не турнир серии Мастерс | Не турнир серии Мастерс | 0 / 4  | 4-4            |
| Статистика за карьеру        |               |               |               |               |               |               |               |               |               |                         |                         |                         |                         |                         |        |                |
| Проведено финалов            | 0             | 1             | 3             | 2             | 3             | 2             | 1             | 2             | 5             | 1                       | 1                       | 1                       | 1                       | 1                       | 24     |                |
| Выиграно турниров АТП        | 0             | 0             | 2             | 0             | 0             | 2             | 1             | 2             | 2             | 1                       | 1                       | 0                       | 0                       | 0                       | 11     |                |
| В/П: всего                   | 0-2           | 17-9          | 36-24         | 42-20         | 34-14         | 44-19         | 44-19         | 31-18         | 44-16         | 14-7                    | 28-10                   | 22-12                   | 21-17                   | 6-5                     |        | 383-192        |
| Σ % побед                    | 0 %           | 65 %          | 60 %          | 68 %          | 71 %          | 70 %          | 70 %          | 53 %          | 73 %          | 67 %                    | 74 %                    | 65 %                    | 55 %                    | 55 %                    |        | 67 %           |

## Интересные факты
- В 2008 году в Буэнос-Айресе посол Армении в Аргентине вручил Налбандяну армянский паспорт[11].